# Okmieniszki
Okmieniszki, Okmianiszki (lit. Akmeniškės) – wieś na Litwie, w okręgu wileńskim, w rejonie wileńskim, w gminie Mariampol.
Współcześnie miejscowość obejmuje dawne majątek i parcele Okmieniszki (Okmianiszki), majątek Kuny, folwark Julianowo oraz folwark Hołowacze.

## Historia
W XIX i w początkach XX w. położone były w Rosji, w guberni wileńskiej, w powiecie wileńskim. Po I wojnie światowej pod administracją polską, w Zarządzie Cywilnym Ziem Wschodnich. W latach 1920–1922 w składzie Litwy Środkowej.
Od 11 kwietnia 1922 leżały w Polsce, w województwie wileńskim, w powiecie wileńsko-trockim, w gminie Rudomino. W 1931 miejscowości liczyły:
- majątek Okmieniszki – 38 mieszkańców, zamieszkałych w 3 budynkach,
- parcele Okmieniszki – 23 mieszkańców, zamieszkałych w 3 budynkach,
- majątek Kuny – 39 mieszkańców, zamieszkałych w 4 budynkach,
- folwark Julianowo – 14 mieszkańców, zamieszkałych w 1 budynku,
- folwark Hołowacze[b] – 25 mieszkańców, zamieszkałych w 4 budynkach[2].

Po II wojnie światowej w granicach Związku Sowieckiego. Od 1991 na niepodległej Litwie.